# Velarifictorus changus
Velarifictorus changus är en insektsart som beskrevs av Otte, D. 1987. Velarifictorus changus ingår i släktet Velarifictorus och familjen syrsor. Inga underarter finns listade i Catalogue of Life.